# Édouard Herzen
Édouard Herzen (né en 1877 à Florence et mort le 17 février 1936 à Bruxelles) est un ingénieur et chimiste belge. Collaborateur de l'industriel Ernest Solvay, il participe aux 1er, 2e, 4e, 5e, 6e et 7e Congrès Solvay et joue un rôle de premier plan dans le développement de la physique et de la chimie du XXe siècle.

## Biographie

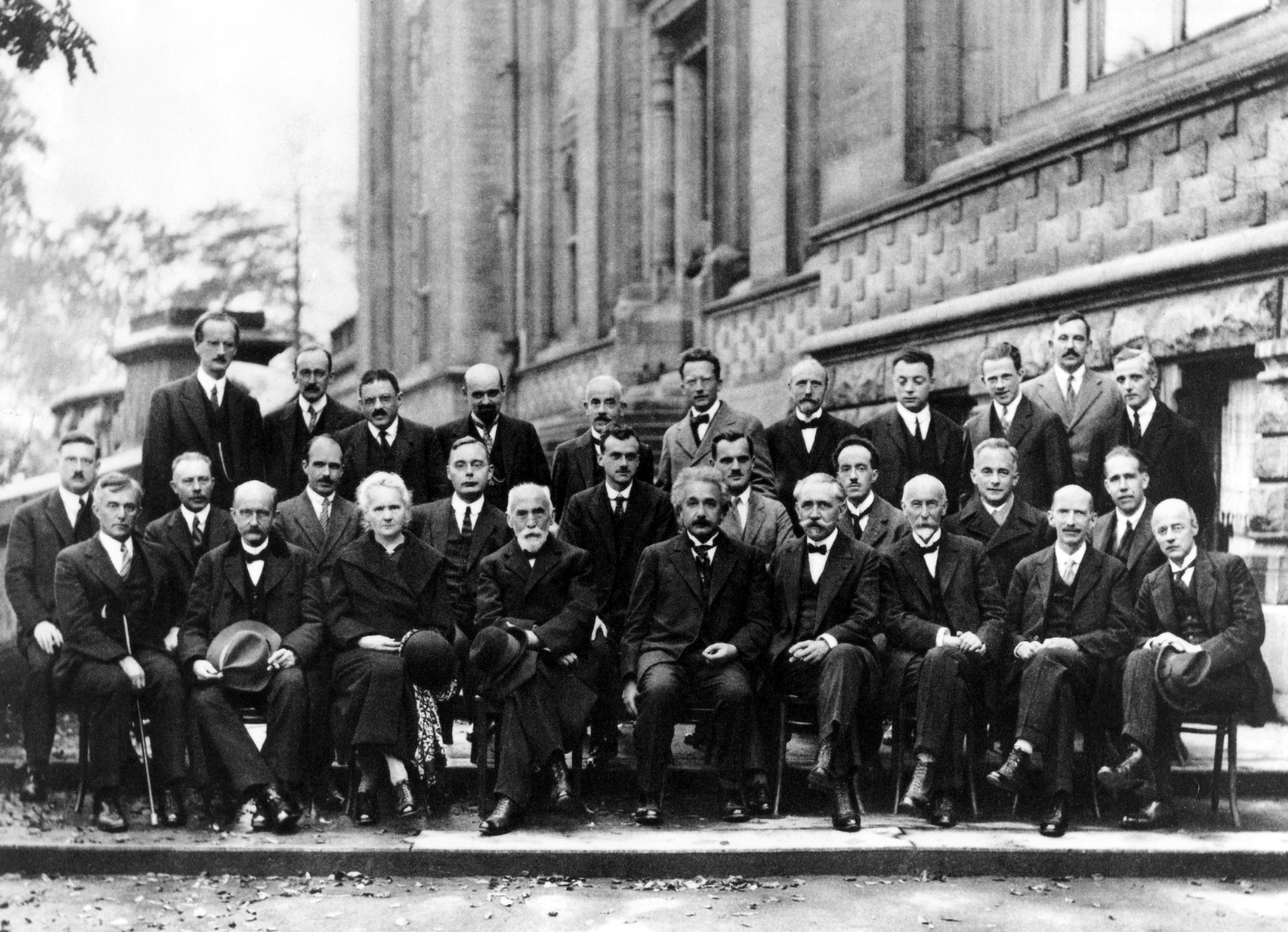
Congrès Solvay de 1927 sur la mécanique quantique. Édouard Herzen, ainsi que plusieurs physiciens, dont Max Planck, Marie Curie ou Albert Einstein, y participent. Herzen est debout à l'arrière, le quatrième à partir de la gauche.

Édouard Herzen est le fils d'Alexandre A. Herzen, médecin d'origine russe, et de Teresa Felici. Il est le petit-fils de l'écrivain et révolutionnaire russe Alexandre Herzen. Il était marié à Margherita Berrewaerts qui lui donne un fils, Serge, ingénieur chimiste, et une fille, Nadine.
Il obtient un diplôme de docteur en sciences.
En 1902, il publie une thèse sur les tensions superficielles.
En 1921, il devient directeur de la Section des Sciences physiques et chimiques à l'Institut des Hautes-Études.
Après la mort d'Ernest Solvay en 1922, Édouard Herzen entreprend, dans un but philanthropique, un certain nombre de conférences pour commenter un film sur la relativité d'Albert Einstein à Paris, Londres et Bruxelles. Ces conférences remportent un grand succès, et le roi Albert Ier tient à assister à une de ces séances, organisée par l'Association des ingénieurs sortis de l'Université libre de Bruxelles. 
En 1924, il publie, en collaboration avec le physicien Hendrik Lorentz, une note à l'Académie des sciences de Paris intitulée Les rapports de l'énergie et de la masse d'après Ernest Solvay. La même année, il rédige l'ouvrage de vulgarisation La Relativité d'Einstein, qui paraît aux Éditions de la Nouvelle librairie de Lausanne.
Il était ingénieur conseil à la société Fabelta et professeur à l'Institut Meurice.